# Вайсблат, Владимир Наумович
Влади́мир Нау́мович Вайсбла́т (псевдонимы — Александр Гер, В. Белолистов; 5 декабря 1882, Малин, Радомысльский уезд, Киевская губерния, Российская империя (ныне: Житомирской области Украины) — 8 января 1945, Киев) — российский и украинский издатель, переводчик, драматург, литератор, искусствовед.

## Биографические данные
Родился в семье Киевского городового раввина Нухима Вайсблата, племянник житомирского городового раввина (1922—1930) Мордуха-Бера (Мордхе) Янкелевича Вайсблата (1872—1930). Старший брат живописца, графика и скульптора Иосифа Наумовича Вайсблата и известного учёного-медика в области стоматологии и челюстно-лицевой хирургии, доктора медицинских наук Соломона Наумовича Вайсблата, его сестра Лия Наумовна Дробязко была женой украинского переводчика Евгения Антоновича Дробязко, отец физика Александра Владимировича Вайсблата, дед книговеда и издателя Артура Рудзицкого.
Учился в Малине, в четырнадцатилетнем возрасте переехал в Киев. Зарабатывал на жизнь, работая в типографии, давая уроки. Экстерном окончил 8-ю гимназию в Киеве, выехал в Германию, где в 1906 году окончил Гейдельбергский университет.
Печатал статьи по истории книги и искусствоведению в петербургских журналах «Русский Библиофил», «Аполлон», в киевских журналах В. Кульженко: «Искусство в Южной России», «Искусство и печатное дело», в том числе серию статей о немецком художнике Эмиле Преториусе.
Написал пьесу «К солнцу» (опубликована 1908, поставлена в театре «Соловцов», Киев). Вместе с Александром Адашевым составил «Театральную хрестоматию» (1913, предисловие К. Станиславского). Автор популярных в России сборников «Чтец-декламатор» (Киев, 1906—1917).
В 1911 и 1912 годах — составитель немецко-русского и русско-немецкого словарей.
Состоял в приятельских отношениях с Шолом-Алейхемом, Максимом Горьким, Александром Бенуа и др.
В 1914 году — комиссар Русского отдела на Международной выставке печатного дела и графики в Лейпциге. Вместе с другими подданными Российской империи интернирован в связи с началом войны в Данию. Вернулся в Россию в начале 1917 года. Активный участник культурной жизни Киева с 1917 года: один из основателей Госиздата Украины, УНИКа (с 1931 года — профессор).
Издатель сочинений Михаила Грушевского, Екатерины Грушевской, Сергея Маслова, Миколы Зерова и др. Художественный редактор практически всех украинских книг, которые издавались в Киеве в 1918—1920-х. В эти годы был дружен с Генрихом Нейгаузом, П. Эттингером, Сергеем Ефремовым, Андреем Никовским, Павлом Филиповичем, Георгием Нарбутом и др.
Вместе с Николаем Зеровым перевел «Народні оповідання» классика новой еврейской литературы на идише Ицхок-Лейбуш Переца (издано 1920, 1921, два переиздания — 1994 (иллюстрации Марка Шагала) и 2019 (иллюстрации Александра Ройтбурда). Статьи в журнале «Бібліологічні вісті». В 1931 и в 1933 — фактический редактор «Кобзаря» Тараса Шевченко с иллюстрациями Василя Седляра (переиздано в Киеве в 2009 и в 2020 годах). В конце 1934 года изгнан с преподавательской работы, в 1934—1938 годах — работал в отделе рукописных и редких книг Библиотеки АН УССР, позже — в Медиздате УССР в должности директора - научного сотрудника.
В 1941 году — эвакуируется вместе с семьёй в Среднюю Азию. В 1943 году — возвращение в освобожденный Киев, где и умер. Похоронен на Байковом кладбище (участок 1).
Воспоминания о Владимире Вайсблате оставили Григорий Кочур, Софья Зерова, Вера Нарбут.